# 백선 침몰사고

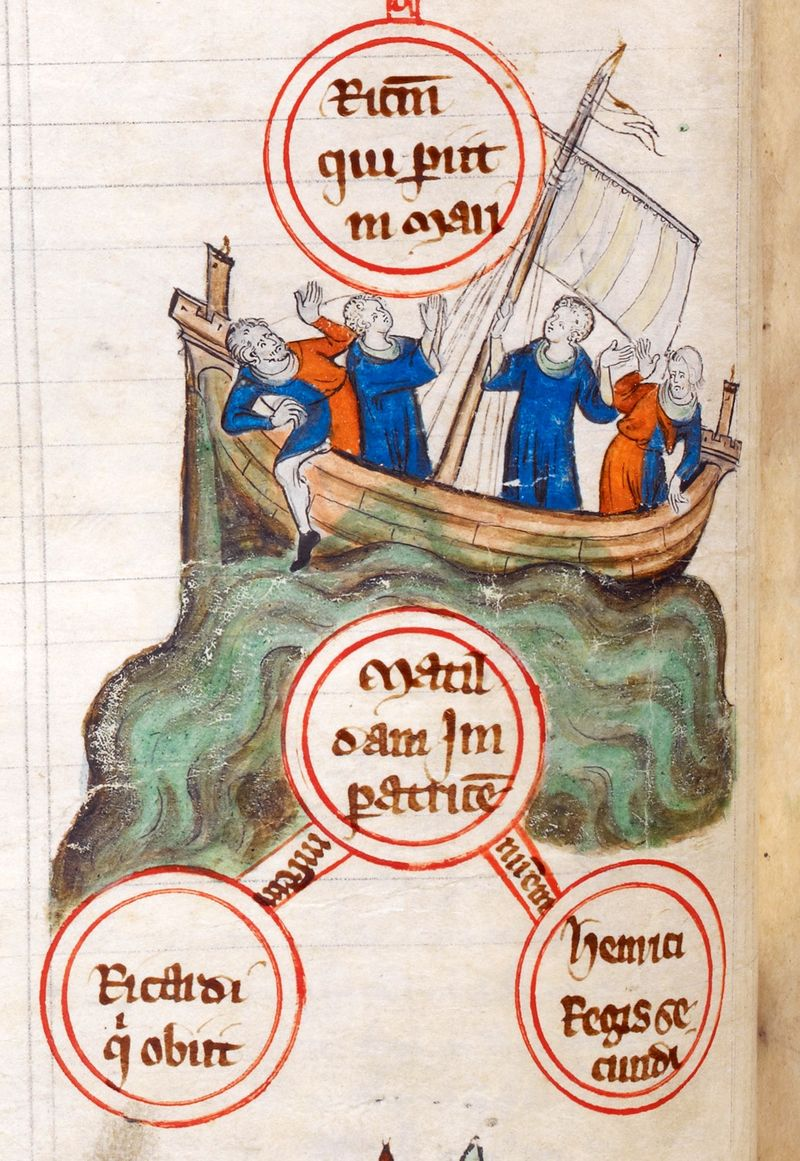
백선 침몰사고

백선(라틴어: Candida navis, 프랑스어: Blanche-Nef, 영어: White Ship)은 1120년 11월 25일 영불해협의 노르망디 해변 인근 해역에서 침몰한 선박이다. 선원 50여명과 승객 250여명 중 단 한 명만 살아남았다. 이 때 잉글랜드 왕국 국왕 헨리 1세의 유일한 적자인 윌리엄 애설링도 익사했다. 이 때문에 헨리 1세의 적녀 신성로마황후 마틸다와 조카 스티븐 블루아사이에 18년간의 왕위 계승 내전(무정부시대)이 벌어졌다.